# 吴哥则县
吴哥则县，一译吴哥芷县，是柬埔寨南部省份贡布省的一个县。

## 行政区划
安哥则县 Angkor Chey （ស្រុកអង្គរជ័យ）
- 昂克菲触镇 （ឃុំអង្គភ្នំតូច）（Angk Phnum Touch）
- 吴哥芝镇 （ឃុំអង្គរជ័យ）（Ankor Chey）
- 尚佩镇 （ឃុំចំប៉ី） （Champei）
- 丹布克波镇 （ឃុំដំបូកខ្ពស់） （ Dambouk Khpos）
- 丹姆镇 （ឃុំដានគោម） （ Dan Koum）
- 庵堂镇 （ឃុំដើមដូង） （ Daeum Doung）
- 鲁姆镇 （ឃុំម្រោម） （ Mroum）
- 孔港镇 （ឃុំភ្នំកុង） （ Phnum Kong）
- 紫属镇 （ឃុំប្រភ្នំ） （ Praphnum）
- 桑兰镇 （ឃុំសំឡាញ） （ Samlanh）
- 塔尼镇 （ឃុំតានី） （ Tani）